# Rafael de la Sotta
Rafael de la Sotta y Manso de Velasco (Santiago de Chile, 1772-Concepción, 18 de enero de 1822) fue un militar chileno.
Hijo de Pedro José de la Sotta y Águila y de María del Carmen Manso de Velasco y Santa Cruz, se casó con la penquista María Josefa Urrutia de Mendiburu del Manzano (1791-¿?), con quien tuvo dos hijos: Juan de Dios (1808-¿?) y Domingo. En febrero de 1811 firma una acta de adhesión a la Junta de Buenos Aires. El 1 de abril, cuando sucedió el motín del teniente coronel Tomás de Figueroa, era capitán y fue enviado a negociar con los amotinados pero no hubo éxito.
En 1813 era teniente coronel y gobernador de Talcahuano, siendo incapaz de impedir la toma del puerto por el brigadier realista Antonio Pareja, debió huir al norte del río Maule para traer las noticias al general José Miguel Carrera. El 23 de julio de 1814, cuando se produjo el golpe de Carrera, fue nombrado uno de los tres miembros iniciales de la nueva Junta de Gobierno. Durante la batalla de Rancagua sirvió como coronel y edecán de Carrera. Partió al exilio en las Provincias Unidas del Río de la Plata, ayudó a Luis y Juan José Carrera en su intento de volver a Chile en 1818.